# Rumänen
| Rumänen (Români oder Rumâni) | Rumänen (Români oder Rumâni) |
| ---------------------------- | --- |
| Gesamtbevölkerung            | 23,8 Millionen |
| Siedlungsgebiete             | Rumänien und Moldau; Minderheit in der Ukraine, Ungarn, Bulgarien, Griechenland, Serbien, Nordmazedonien, Kroatien, Albanien                 |
| Sprache                      | Rumänisch |
| Religion                     | Vorwiegend orthodox; selten katholische (sowohl griechisch-katholisch als auch römisch-katholisch), unitarische und protestantische Rumänen. |
| Verwandte Ethnien            | Aromunen, Istrorumänen, Meglenorumänen |

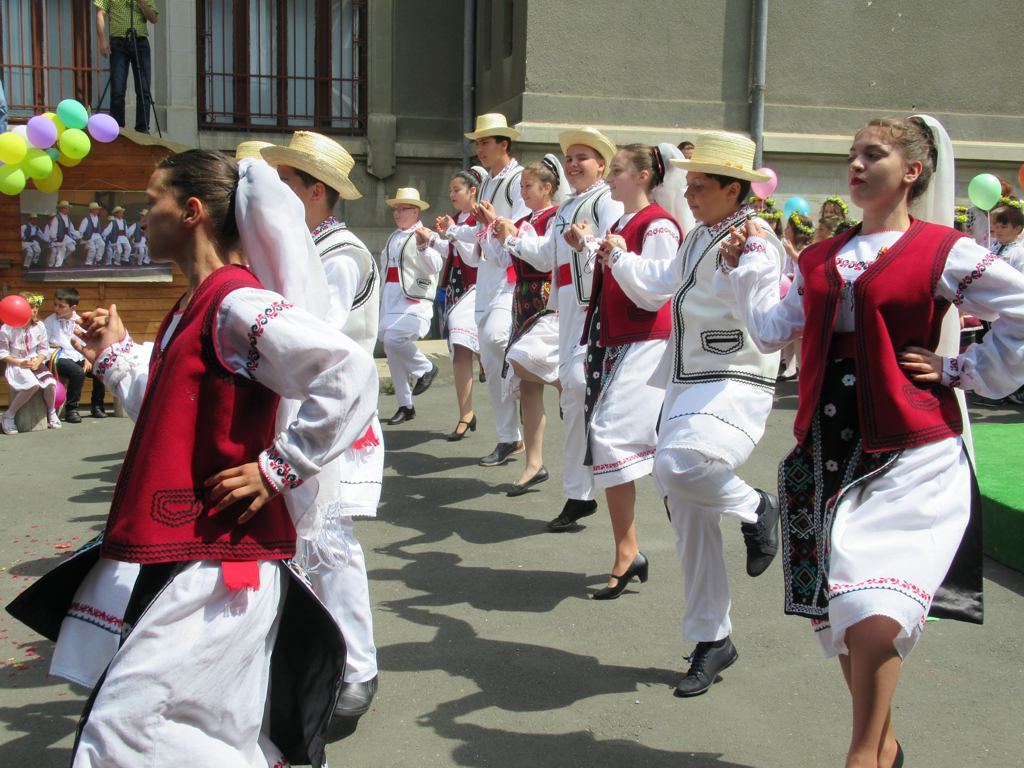
Studenten führen lokale Volkstänze im Museum für Ethnographie und Volkskunst in Tulcea, Rumänien, auf.

 Unter Rumänen (im heutigen Rumänisch meistens Români Hörenⓘ, veraltet und selten auch Rumâni) versteht man:
1. die Staatsbevölkerung Rumäniens

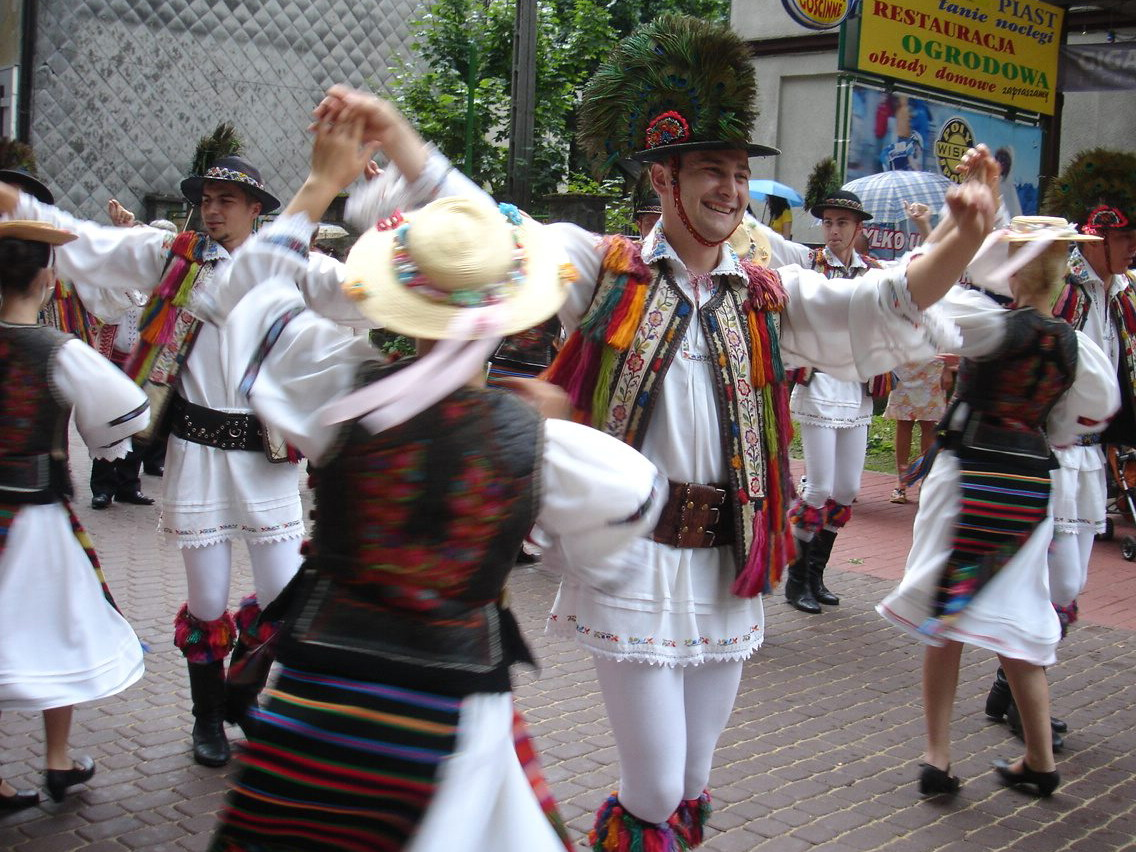
Rumänische Folkloregruppe in traditionellen Trachten beim Volkstanz in Polen.

2. die Angehörigen der rumänischen Volksgruppe(n) innerhalb und außerhalb Rumäniens und Moldaus mit rumänischer Sprache und/oder rumänischer Kultur. Hier werden also neben der Dakorumänisch sprechenden Bevölkerung auch die Aromunen, Meglenorumänen und die Istrorumänen mitgezählt, soweit man deren Sprachen als Dialekte der rumänischen Sprache betrachtet und eine gemeinsame Abstammung von den Proto-Rumänen annimmt.

Während sich die Eigenbezeichnung der Rumänen Români ursprünglich von dem lateinischen Wort Romanus ableitet und bereits in der Getica des oströmischen Historikers Jordanes eine belegte Bezeichnung ist, wurden Rumänen bis in die Mitte des 19. Jahrhunderts mit dem Exonym Walachen bezeichnet – einem Begriff, der für eine romanisierte oder romanische Bevölkerung steht. Der Begriff ist mit dem Wort Welsche verwandt.

## Verbreitung
Rumänen als Volksgruppe stellen die Mehrheit der Einwohner von Rumänien und Moldau. In beiden Ländern leben neben ihnen auch große ethnische Minderheiten; andererseits leben auch Rumänen in einigen Ländern der Region als altansässige ethnische Minderheit (so besonders in der Ukraine, Serbien und Ungarn). Auch die Walachen Ostserbiens sind ethnische Rumänen. Seit dem Fall des Eisernen Vorhangs haben sich durch Arbeitsmigration viele Rumänen in west-, süd- und mitteleuropäischen Ländern angesiedelt. Die größten rumänischen Diasporagemeinden gibt es in Italien, Spanien, Deutschland und Österreich, daneben auch in Frankreich, Belgien und im Vereinigten Königreich. 2021 lebten 1.076.000 rumänische Staatsbürger in Italien, womit sie dort die größte einzelne Ausländergruppe bildeten. Ende 2010 lebten etwa 850.000 Rumänen in Spanien. In Deutschland lebten im Jahr 2022 884.000 Rumänen, womit sich die Zahl der rumänischen Staatsbürger innerhalb von 10 Jahren mehr als vervierfacht hat.

## Die rumänische Ethnogenese
In der Beschäftigung mit dem Vorgang der Entstehung des Volkes (Ethnogenese) der Rumänen waren und sind zwischen Historikern, Linguisten und Nationalisten vor allem drei Fragen heftig umstritten.
1. Welches ethnische Element dominierte bei der Verschmelzung von Römern und Dakern zum Volk der Dako-Romanen bzw. Rumänen – das römische Element (so die frankophilen bzw. italophilen Latinisten) oder das dakische (so die z. T. germanophilen Autochtonisten, aber auch die russophilen Kommunisten)? Kam es überhaupt zu einer genetischen Vermischung und Verschmelzung oder nur zu Assimilation und Akkulturation?
2. Wo fand die Verschmelzung von Römern und Dakern statt – auf dem Gebiet des ehemaligen Dakien (Siebenbürgen, Oltenien, Banat) nördlich der Donau (Kontinuitätstheorie) oder in den römischen Rückzugsräumen südlich der Donau, von wo aus die Dako-Rumänen erst später wieder in das heutige Rumänien eingewandert sind (Migrationstheorie)?
3. Wie groß war der Anteil der Slawen (Ostslawen, Südslawen) an der rumänischen Ethnogenese bzw. hatte ein slawisches Element überhaupt einen (genetisch) nachhaltigen Anteil daran? In diesem Zusammenhang steht die Frage, wann die rumänische Ethnogenese weitgehend abgeschlossen war – schon vor oder erst nach der Einwanderung der Slawen?

### Daker und Römer

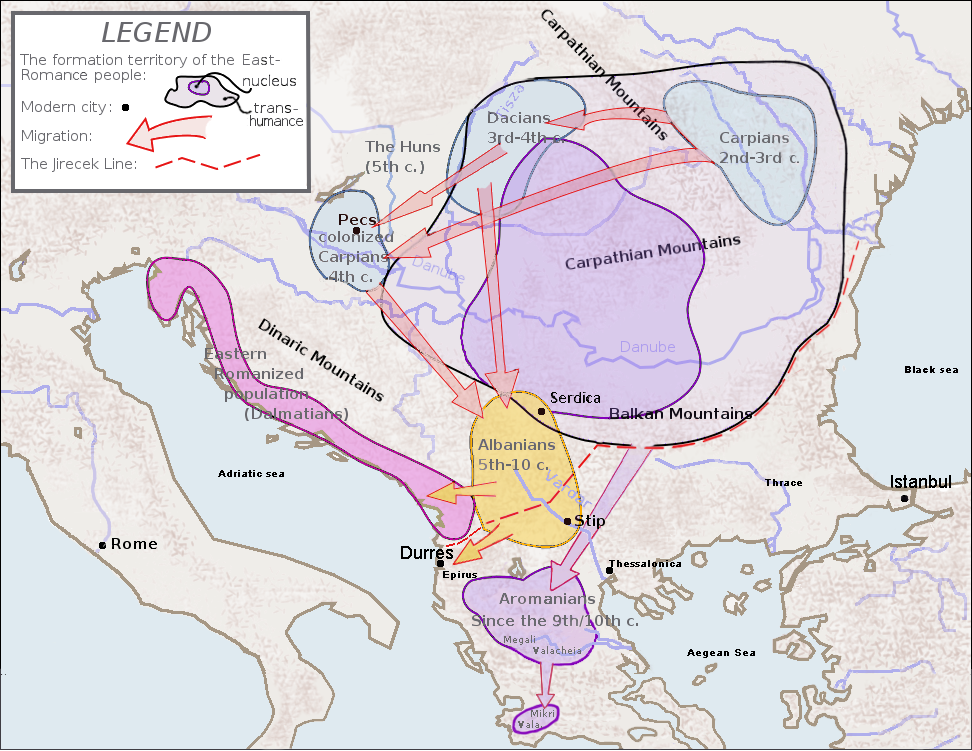
Die rumänische Ethnogenese laut der Kontinuitätstheorie

Eine bis heute in der Wissenschaft und Politik umstrittene Frage ist, ob die Ethnogenese der Rumänen sich weitgehend im heutigen rumänischen Raum abgespielt hat oder eher außerhalb des heutigen Rumäniens. Diese Auseinandersetzung betrifft nicht die Herausbildung der rumänischen Nation innerhalb der letzten fünf Jahrhunderte, wohl aber die Zeit davor. In der Geschichtswissenschaft gibt es zwei Hauptströmungen: Während die eine Seite zu einer Herkunft der Rumänen aus dem südwestlichen Balkan tendiert, besteht die andere Seite auf einer Abstammung der Rumänen von der romanisierten Bevölkerung Dakiens. Im Sinne dieser Auseinandersetzung spielt daher eine wichtige Rolle, was in den Jahrhunderten nach 271 im vormals römischen Dakien passiert ist. Zwei Thesen werden in diesem Zusammenhang angeführt:
1. Es wurden nicht nur die römischen Truppen abgezogen, sondern auch die Bevölkerung über die Donau etwa ins heutige Serbien evakuiert. Die romanischsprachige mobile Hirtenbevölkerung des Zentralbalkans breitete sich im Mittelalter über ganz Südosteuropa aus u. a. auch ins heutige Rumänien. Dies ist die Migrationstheorie.[13]
2. Es wurde nur die römische Armee sowie die staatliche Verwaltung zurückgezogen, die restliche Bevölkerung blieb in Dakien. Der Kontinuitätstheorie zufolge haben sich die Reste der römischen Kolonisten und die romanisierte dakische Bevölkerung nach Abzug der römischen Truppen und Verwaltung in das Gebirge zurückgezogen und dort die Zeiten der Wandervölker überstanden („Mythos vom nichtorganisierten Staat“).[14]

#### Argumente zugunsten der Migrationsthese
- Heute existieren wenige Ortsnamen aus römischer Zeit, dafür aber lateinische Flussnamen. Die Toponymie weist für das heutige rumänische Gebiet zudem zahlreiche aus dem ungarischen (v. a. in Siebenbürgen) und slawischen (in ganz Rumänien) stammende Ortsnamen auf. Gerade bei bedeutenden römischen Städten, welche in anderen Provinzen sogar bei Bevölkerungswechseln ihren Namen in veränderter Form behalten haben (z. B. London, Köln, Regensburg, Augsburg, Wien) fehlt in Dakien jedwede Kontinuität: Sarmizegetusa – Grădiște (slawisch); Apulum – Bălgrad (slawisch); Potaissa – Turda (ungarisch); Porolissum – Moigrad (slawisch).

- Gerade in den aufgelassenen Provinzen an der römischen Nordgrenze (z. B. Noricum, Pannonien, römisches Germanien, Britannien) ist die Evakuierung bzw. Abwanderung oder später die Assimilierung der römischen/romanisierten Bevölkerung üblich gewesen. Es stellt sich die Frage, warum dies ausgerechnet für das viel kürzer römisch besetzte Dakien (Dacia Superiora) anders gewesen sein sollte. Spätantike Historiker (z. B. Eutrop, Flavius Vopiscus und Sextus Rufus) beschreiben zudem, dass Dakien 271 und 275 evakuiert wurde und die Bevölkerung in die Gebiete südlich der Donau umgesiedelt wurde.

- Es gibt 90 bis 140 Gemeinsamkeiten im Wortschatz der rumänischen und albanischen Sprache, die nicht romanischer Herkunft sind. Diese erklären sich am leichtesten, wenn man von einer zeitweiligen direkten Nachbarschaft etwa im Gebiet Südserbien-Kosovo ausgeht. Sie können aber auch auf die Erhaltung von gemeinsamen thrakischen und römischen Sprachwurzeln in Gebirgsländern wie Albanien im Balkan und Rumänien in den Karpaten zurückgeführt werden.

- Wenn sich die rumänische Sprache in Dakien entwickelt hätte, wären zweifellos während der Herrschaft germanischer Völker vom Ende des 3. Jahrhunderts bis 567 n. Chr. (Goten und Gepiden) altgermanische Wörter ins Rumänische eingeflossen, genau wie sie ins Französische, Italienische, Spanische und Portugiesische eingeflossen sind. Im Rumänischen findet sich jedoch kein einziges altgermanisches Lehnwort. Dies lässt nur den Schluss zu, dass sich das Rumänische in einem Gebiet entwickelt haben muss, das nur sehr kurz oder überhaupt nicht von Germanen besiedelt wurde: dem Balkan.

- In keinem Gebiet des Römischen Reiches fand eine Romanisierung der Bevölkerung innerhalb von lediglich 170 Jahren statt. Der Sprachwandel dauerte mehrere Jahrhunderte (z. B. bei Etruskern, Galliern) und im Falle der Waliser, Albaner und besonders Basken wurde dies keinesfalls durch die 600 Jahre andauernde, römische Herrschaft abgeschlossen. Bei günstigerer Ausgangslage als in Dakien ist in Britannien innerhalb von 350 Jahren römischer Herrschaft nur ein Bruchteil der Bevölkerung romanisiert worden (hauptsächlich Städter), welche nach dem Abzug der römischen Truppen sich selbst überlassen blieben und entweder wieder re-keltisiert wurden oder von Angelsachsen assimiliert oder mitsamt den römischen Städten vernichtet wurden. Da die rumänische Sprache aber auf einem nichtrömischen Substrat basiert, muss es eine Romanisierung eines vorher nichtromanischen Volkes gegeben haben, wofür der kurze Zeitraum von 170 Jahren römischer Herrschaft in Dakien kaum wahrscheinlich ist. Die Romanisierung der Rumänen kann nur an einem anderen, länger unter römischer Herrschaft bestehenden Gebiet geschehen sein.

- Klimatische und ökonomische Gründe schließen die Möglichkeit einer unbemerkten Existenz der rumänischen Hirtenbevölkerung zwischen dem 3. und 13. Jahrhundert aus. Das Klima Dakiens, dem heutigen Siebenbürgen, lässt die Bewirtschaftung der Bergweiden, die eine Möglichkeit des Versteckens bieten, nur von Mitte Mai bis zum September zu. Danach muss das Vieh aufgrund der strengen Kälte in die Täler getrieben werden. Selbst in den Tälern hätte es Ställe geben müssen, um das Vieh vor dem Erfrieren und vor Wölfen und Bären zu schützen und zugleich hätten auch Häuser für die rumänische Bevölkerung vorhanden sein müssen. Während dieser notwendigen Überwinterung in den Tälern wären die Rumänen nicht über 1000 Jahre hinweg vor anderen Völkern unentdeckt geblieben. Für diesen Zeitraum gibt es aber keine schriftlichen Quellen, welche Rumänen (bzw. Walachen) in Siebenbürgen erwähnen, obgleich die Existenz von Goten, Hunnen, Gepiden, Awaren, Slawen, Bulgaren und Ungarn auf dem Gebiet Siebenbürgens den byzantinischen, arabischen und westlichen Chronisten bekannt war.

#### Argumente zugunsten der Kontinuitätsthese
- In den antiken Quellen ist nirgends von dem behaupteten völligen Rückzug die Rede. Im Gegenteil, viele archäologische Funde beweisen das Weiterleben einer dako-romanischen oder einer romanisierten dakischen Kultur in Siebenbürgen, auch nach dem Aurelianischen Rückzug aus Dakien.
- Angesichts der weiten Verbreitung der rumänischen Sprache auf dem gesamten Balkan von Istrien (Istrorumänische Sprache) bis nach Griechenland (Aromunische Sprache) ist vielleicht davon auszugehen, dass in der Spätantike und im frühen Mittelalter die „Ur-Rumänen“ (Proto-Rumänen) das Leben von Wanderhirten (jahreszeitliche Wirtschaftsform der Transhumanz) gepflegt haben (diese Art der Viehwirtschaft gab es noch bis vor kurzem bei den Aromunen). Diese Annahme würde auch das Fehlen der Siedlungskontinuität erklären.
- In vielen Ländern wurde die Sprache der (unterprivilegierten) Schichten erst relativ spät verschriftlicht. Die vorherrschenden Sprachen bei der Verschriftlichung waren das Lateinische/Griechische, auch das Kirchenslawische und zum Teil das Idiom der herrschenden bzw. privilegierten Schichten. Dies könnte erklären, warum in Siebenbürgen der Nachweis rumänischer Sprache im Mittelalter z. T. schwerfällt. Rumänische Schriftzeugnisse gibt es erst seit dem 15. Jahrhundert.
- Die erste Theorie wurde erst später geboren, als die Ungarn ihren Anspruch auf Siebenbürgen zu untermauern versuchten. Es ist sehr unwahrscheinlich, dass die gesamte Bevölkerung einer Provinz evakuiert wird, zumal sich die Hauptstadt der Daker auf dem Boden Siebenbürgens befand und auch nach der Eroberung Dakiens noch ein reges Leben aufwies.
- Das Fehlen von rumänischen Ortsnamen ist ein umstrittenes Argument: Hierbei stellt sich die Frage, was echt rumänisch ist, zumal Rumänisch eine romanische Sprache ist. Dass viele Ortsnamen im Zuge der Magyarisierung Siebenbürgens umbenannt wurden, ist eine Tatsache, ebenso ist es unbestritten, dass die rumänische Sprache während der österreichisch-ungarischen Herrschaft in ihrer Entwicklung unterdrückt wurde, so dass die rumänische Bevölkerung keine Schulen mehr besitzen durfte und rumänische Namen öfter übersetzt wurden.
- Die Rumänen bilden heute die Mehrheit in weiten Teilen Siebenbürgens. Es ist unwahrscheinlich, dass Rumänen während der ungarischen Unterdrückung rumänischer Sprache und Kultur vom 17. bis ins frühe 20. Jahrhundert fortwährend nach Siebenbürgen bis hin zur Bildung einer Mehrheit einwanderten.

Ein Politikum wurde aus der Frage durch den Zankapfel Siebenbürgen. Aus naheliegenden politischen Gründen wurde die erste These hauptsächlich von ungarischen Forschern vertreten. Umgekehrt vertreten rumänische Forscher aus dem entgegengesetzten Blickwinkel stets den zweiten Standpunkt.